# Rainer Buhmann
Rainer Buhmann (* 20. Februar 1981 in Leimen) ist ein deutscher Großmeister im Schach.

## Leben
Im Jahre 1999 siegte Buhmann bei den Deutschen Jugendmeisterschaften U18 in Oberhof. Im Jahr darauf gewann er 19-jährig die Badischen Meisterschaften. 2006 war ein weiteres erfolgreiches Jahr für ihn mit Siegen bei einem GM-Turnier (Kategorie 10) in Hockenheim/Willingen und beim Böblinger Open.
2007 belegte Buhmann bei der Deutschen Einzelmeisterschaft in Bad Königshofen Platz 2 hinter Arkadij Naiditsch. Mit diesem Turnierresultat erfüllte Buhmann seine dritte GM-Norm; der Titel wurde ihm im Juni 2007 verliehen. Im Oktober 2007 gewann er das Open der Winterthurer Schachwoche. Im August 2018 gewann Buhmann in Dresden erstmals die deutsche Einzelmeisterschaft, im Mai 2019 wurde er in Magdeburg deutscher Meister im Blitzschach.
Buhmann lebt seit 2007 in Hockenheim.

## Nationalmannschaft
Buhmann gehört seit 2003 zum B-Kader des Deutschen Schachbundes, 2012 war er zum bislang einzigen Mal Teil des A-Kaders.
Buhmann spielte beim Gewinn des Mitropapokals 2003 in der deutschen Nationalmannschaft. Er nahm an den Schacholympiaden 2008 und 2010 teil und gehörte bei den Mannschaftseuropameisterschaften 2001 (bei der Deutschland den dritten Platz belegte), 2007, 2011 (die Deutschland gewann) und 2015 zur deutschen Auswahl.

## Vereine

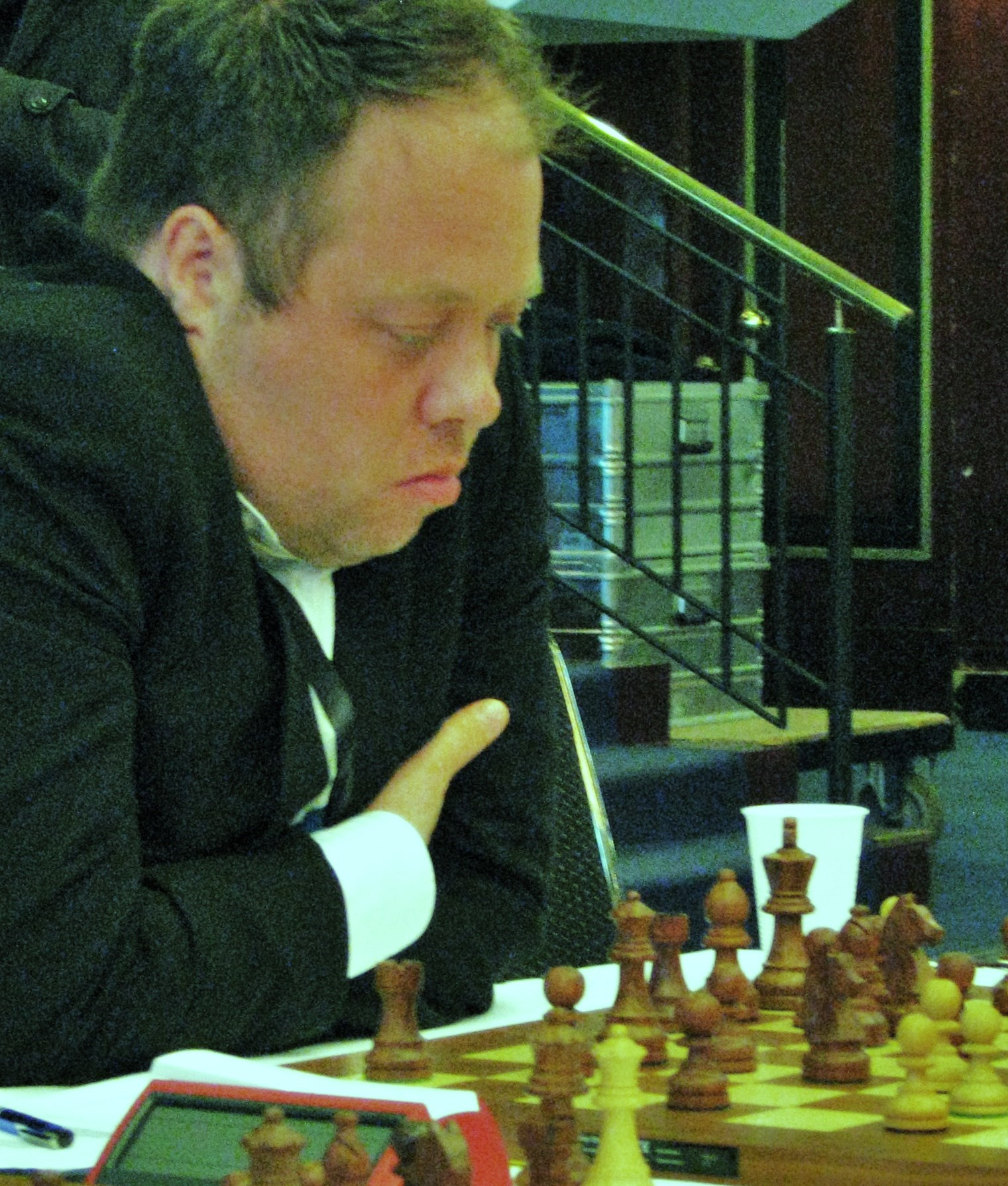
Für den SV 1930 Hockenheim bei der Bundesliga-Finalrunde 2017 in Berlin

In der Jugend spielte Buhmann für TZ Mannheim und ST Remisdemi Mannheim. Von 2000 bis 2006 spielte Buhmann für verschiedene Vereine in der ersten Schachbundesliga: 2000/01 für Baiertal-Schatthausen, 2001 bis 2003 für die Stuttgarter SF und 2003 bis 2006 für den OSC Baden-Baden, mit dem er 2006 deutscher Mannschaftsmeister wurde. Zur Saison 2006/07 wechselte er zur SV 1930 Hockenheim, die er am Spitzenbrett zum Aufstieg in die Oberliga Baden führte. Von 2008 bis 2010 spielte Buhmann bei der Schachgesellschaft Solingen, mit der er 2009 den Deutschen Mannschaftspokal gewann. Danach wechselte er zurück zur SV 1930 Hockenheim, mit der er seit der Saison 2011/12 in der 1. Bundesliga spielt. In der österreichischen 1. Bundesliga spielt er für den SK Maria Saal, mit dem er 2016 Meister wurde und am European Club Cup 2013 teilnahm. In der Schweiz spielt Buhmann seit 2010 für Schwarz Weiss Bern, in der niederländischen Meesterklasse spielte er in der Saison 2005/06 für U-Boat Worx/De Variant Breda, mit dem er Meister wurde, und in der Saison 2007/08 für Schrijvers Rotterdam. In Frankreich spielt er seit 2006 für Bischwiller, in Ungarn seit 2019 für Morihana PSE.